# Woodham Ferrers and Bicknacre
Woodham Ferrers and Bicknacre – civil parish w Anglii, w Esseksie, w dystrykcie Chelmsford. W 2011 civil parish liczyła 2889 mieszkańców.